# Bratmobile
Bratmobile — американський панк-гурт з Олімпії, штат Вашингтон, який діяв з 1991 по 2003 рік і відомий як один із головних гуртів першого покоління riot grrrl. 
На групу вплинули кілька еклектичних музичних стилів, включаючи елементи поп-музики, серфінгу та гаражного року.

## Початок
Еллісон Вулф і Моллі Нойман познайомилися восени 1989 року, коли жили по сусідству в гуртожитку Університету Орегона в Юджині, штат Орегон. Обидві виросли в сім’ях активістів: Вулф виховувала мати - лесбійка-активістка, а у Нойман батько працював у Національному комітеті Демократичної партії та познайомив свою доньку з лідерами Чорношкірої групи Конгресу (CBC). 
Їхній спільний музичний вплив включав панк, хіп-хоп і гурт Beat Happening. На Нойман вплинули твори Елдріджа Клівера. Разом Нойман і Вулф відвідували уроки жіночих студій і музики, їздили до Олімпії на вихідні та почали співпрацювати над впливовим феміністичним фанзином Girl Germs у 1990 році.

## Історія

### 1990–1991: Витоки
Друг Нойман і Вулф Келвін Джонсон, інді-музикант з Олімпії співучасник гуртів The Go Team і Beat Happening, який також був співвласником K Records, попросив їх дати концерт в Олімпії на День святого Валентина 1991 року з Bikini Kill і Some Velvet Sidewalk. Спочатку Вулф визнала, що вони були «фальшивою групою», оскільки вони не грали на інструментах, але вони написали кілька пісень, які виконували а капельно.
Після спроби вийти з концерту вони погодилися та звернулися за допомогою до учасника Some Velvet Sidewalk Роберта Крісті. Крісті дозволил Bratmobile позичити місце для репетицій та обладнання та порадив їм послухати Ramones, щоб отримати натхнення. У відповідь на цю пораду Вулф сказала: «Щось у мені клацнуло. Мовляв, гаразд, якщо більшість чоловічих панк-рок-гуртів просто слухають Ramones і саме так вони пишуть свої пісні, тоді ми зробимо навпаки, і я не буду слухати Ramones, і тоді ми будемо звучати по-іншому».
З п'ятьма оригінальними піснями гурт відіграв свій перший концерт у складі двох жінок у серф-клубі Olympia's North Shore 14 лютого 1991 року, коли Нойман і Вулф розділили ролі на гітарі, барабанах і вокалі. Наступного дня вони записали першу збірку для лейблу Kill Rock Stars, яка була випущена пізніше того ж року. Ненадовго до них приєдналася басистка Мішель Ноель. У такому складі вони зіграли лише пару концертів, у тому числі один із The Melvins і Beat Happening, також у Surf Club 16 травня 1991 року.
Спочатку Вулф і Нойман думали про Bratmobile як про вільну організацію, яка матиме різні філії в різних містах. Під час весняних канікул 1991 року Нойман і Вулф поїхали до Вашингтона, округ Колумбія, щоб попрацювати над цією новою формою Bratmobile, яка на той час включала різних музикантів Ерін Сміт на гітарі, Крістіну Біллотт з Autoclave на барабанах і басу та художницю Джен Сміт (не мала відношення до Ерін).
Джонсон познайомив Нойман з молодою гітаристкою Ерін Сміт з Бетесди, штат Меріленд, під час різдвяних свят у грудні 1990 року на шоу Nation of Ulysses, Ерін Сміт разом зі своїм братом була співавтором популярного телевізійного поп-культурного фанзину Teenage Gang Debs, коли Нойман і Вулф попросили її джемувати з ними. Вони репетирували в резеденції, груповому будинку в округу Колумбія, який служив штаб-квартирою гурту Nation of Ulysses. Коли Beat Happening, Nation of Ulysses і Autoclave гастролювали східним узбережжям тієї весни, у Bratmobile відбувся перший виступ у Maxwell's, Гобокен, Нью-Джерсі. Новоспечений склад Bratmobile у складі з Нойман, Вулф, Ерін Сміт і Біллотт спонтанно вийшов на сцену. Повернувшись у округ Колумбія, вони зробили запис з Тімом Ґріном учасником гурту Nation of Ulysses у підвальній студії резеденції. Приблизно в цей час Джен Сміт, яка жила в штаб-квартирі, зробила запис і зіграла шоу з Bratmobile.
Цей склад із Біллотт і Джен Сміт випустив касету під назвою Bratmobile DC. Після цього гурт перетворився на тріо з Вулф, Нойман і Ерін Сміт.

### 1991–1994: Альбом«Pottymouth»і розрив
Bikini Kill гастролювали з Nation of Ulysses у травні-червні 1991 року, зібравшись у Вашингтоні з Bratmobile того літа. 
У липні 1991 року Bratmobile відіграли своє перше шоу у складі трьох композицій з Нойман на барабанах, Вулф вокал та Ерін Сміт на гітарі. Гурт встиг зіграти на історичній міжнародній конференції поп-андеграунду в Олімпії в серпні 1991 року, ставши єдиною групою, яка виступала двічі. Вони зіграли шоу відкриття «Girl Night». Вони також зіграли шоу в Capitol Lake Park на афіші з Melvins, Mecca Normal, Girl Trouble, Beat Happening і Fugazi. Влітку 1992 року Bratmobile гастролювали з Heavens to Betsy . 
Між 1991 і 1994 роками гурт випустив альбом «Pottymouth» і EP «The Real Janelle» на Kill Rock Stars, а також «The Peel Session». Інтенсивна увага ЗМІ та внутрішній тиск руху Riot Grrrl прискорили розпад гурту (на сцені) у 1994 році. 
У 2018 році Kill Rock Stars створили серію подкастів про Bratmobile під назвою «Girl Germs».

### 1994–1999: Перерва
Після розриву Моллі Нойман переїхала в Сан-Франциско і почала працювати на панк-лейблі East Bay Lookout!. Вона також грала в The PeeChees і The Frumpies.
Еллісон Вулф переїхала до Вашингтона, округ Колумбія, і разом із Ерін Сміт, яка живе в Меріленді, створили новий гурт під назвою Cold Cold Hearts. Вулф також була активною фемініст-активісткою.

### 1999–2003: Реформація та другий розпад
У 1999 році група вирішила возз'єднатися для концерту в Stork Club в Окленді, і гурт було відновлено, щоб відправитися в тур зі Sleater-Kinney.
У 2000 році Bratmobile випустили свій другий повноформатний студійний альбом «Ladies, Women and Girls». Альбом отримав схвалення критиків і приніс гурту нових шанувальників, оскільки вони гастролювали зі Sleater-Kinney, The Donnas, The Locust тощо. Альбом «Ladies, Women and Girls» був випущений на Neuman's Lookout!.
7 травня 2002 року Bratmobile випустили свій третій альбом «Girls Get Busy». В альбомі Одрі Маррс додала клавішні, що надало альбому його характерного нового звучання. Марті Віоленс також взяла бас.

Після того, як більшу частину 2002 і 2003 років присвятили просуванню «Girls Get Busy» через гастролі, кожна з головних учасниць повернулася, щоб зайнятися іншими справами. Хоча група формально не розпалася, Еллісон Вулф опублікувала повідомлення 30 січня 2004 року на сайті оголошень Bratmobile щодо статусу групи:
Так, вибачте, я думаю, що Bratmobile розпалися. У нас не було певної ситуації, коли б хтось сказав "Я йду" чи щось таке, тому це було розпливчасто та затягнуто. Вибачте, якщо це заплутало людей. Я думаю, що ми всі троє просто маємо займатися своїми речами, які ми хочемо робити зараз, у музиці та поза нею. 

Моллі була дуже зайнята керуванням Donnas та the Locust, а також як співвласник Lookout!. Ерін також працює повний робочий день у Lookout!. Я жила у Вашингтоні, округ Колумбія, працювала на двох роботах неповний робочий день, а зараз займаюся іншими музичними справами. Я зараз у Hawnay Troof, Baby Truth, а також у новому жіночому гурті під назвою Partyline.

## Дискографія

### Альбоми
- Pottymouth (1993) LP/CD/CS (Kill Rock Stars)
- Ladies, Women and Girls (2000) CD/LP, (Lookout! Records)
- Girls Get Busy (2002) CD/LP (Lookout! Records)

### Епізоди
- The Real Janelle (1994) LPEP/CDEP (Kill Rock Stars)

### Лайв альбом
- The Peel Session CDEP (Strange Fruit)

### Сингли
- Kiss & Ride 7-inch (1992) (Homestead Records)

### Split 7-inch
- Tiger Trap/ Bratmobile split 7-inch (4-Letter Words)
- Heavens to Betsy/ Bratmobile split 7-inch (K Records)
- Brainiac/ Bratmobile split 7-inch (12X12)
- Veronica Lake/ Bratmobile split 7-inch (Simple Machines)

### Збірники альбомів
- Kill Rock Stars compilation, CD/LP, (Kill Rock Stars)
- A Wonderful Treat compilation cassette
- The Embassy Tapes cassette
- Throw compilation CD (Yoyo Recordings)
- International Pop Underground live LP/CD/CS (K Records)
- Neapolitan Metropolitan boxed 7-inch set (Simple Machines)
- Teen Beat 100 compilation 7-inch (Teen Beat)
- Julep compilation LP/CD (Yo Yo)
- Wakefield Vol. 2 V/A CD boxed set (Teen Beat)
- Plea For Peace Take Action compilation CD (Sub City)
- Boys Lie compilation CD (Lookout! Records)
- Yo Yo A Go Go 1999 compilation CD (Yoyo Recordings)
- Lookout! Freakout Episode 2 compilation CD (Lookout! Records)
- Songs For Cassavetes compilation CD (Better Looking Records)
- Lookout! Freakout Episode 3 CD (Lookout! Records)
- Turn-On Tune-In Lookout! DVD (Lookout! Records)